# Okrug New Castle, Delaware
New Castle je najsjeverniji od tri okruga američke savezne države Delaware. Površine je 1.278 km², a po proicjeni z 2021. broji 570.719 stanovnika. Glavno središte i najveći grad okruga je Wilmington (72.664; 2000) u dolini rijeke Delaware.
U okrugu se nalazi 804 naseljenih mjesta.

## Vanjske poveznice
|  | Zajednički poslužitelj ima još gradiva o temi Okrug New Castle, Delaware |